# Квін-Мод (затока)
Затока Квін-Мод (англ. Queen Maud Gulf — Затока Королеви Мод) — затока Північного Льодовитого океану на північному узбережжі Канади, між півостровами Кент і Аделейд території Нунавут.
1905 року затоку на честь королеви Мод, дружини норвезького короля Гокона VII, назвав полярний дослідник Руаль Амундсен.
2014 року наукова експедиція виявила в затоці на невеликій глибині один із двох зниклих кораблів Д. Франкліна — «Еребус».

## Географія
Розташована на території Нунавуту. З півночі закрита від Північного Льодовитого океану великими островами Вікторія (з північного заходу) та Кінг-Вільям (з північного сходу), а також островами Дженні-Лінд та Королівського Географічного Товариства (з півночі). Затока з'єднується на сході з протокою Сімпсон, на півночі — з протокою Вікторія, на сході — з протокою Діз. У західній частині затоки лежить острів Мелборн, а вздовж усього узбережжя затоки розкидані численні дрібні острови. Безліч бухт — Кемпбелл, Лабіринт, Джернон, Мак-Лафлін, Вілмот-енд-Гремптон та інші.
Довжина затоки становить 72 км, глибини — від 30 до 210 м. Практично весь рік покрита льодами, вільна від них лише трохи більше місяця (кінець липня—серпень). Припливи від 0,3 до 0,9 м. Береги пологі, низькі. Рослинність тундрова. У затоку впадають численні річки, найбільші з яких Армарк, що бере початок в однойменному озері, Перрі, що бере початок в озері Мак-Алпайн і Елліс. У прибережній області розташовані безліч мілководних озер і водойм. Затока, разом з водами прилеглих проток і заток, входить до однойменної екосистеми.

## Заповідник перелітних птахів затоки Квін-Мод
Частина затоки Квін-Мод, а також частина її узбережжя увійшли до складу Заповідника перелітних птахів затоки Квін-Мод (англ. Queen Maud Gulf Migratory Bird Sanctuary). Заповідник створено 1961 року відповідно до положень Акту про охорону перелітних птахів 1917 року та Рамсарської конвенції. Це найбільший заповідник за Полярним колом, що перебуває у федеральній власності і другий за величиною заповідник у світі, створений згідно з Рамсарською конвенцією. Площа заповідника становить 61 765 км², з яких 6710 км² — води затоки і 55 055 км² — суходіл. 1982 року в заповіднику гніздилося 450 000 гусей, зокрема більшість усіх гусей Росса у світі. Заповідник є одним із лідерів із концентрації гусей на Землі.